# Slavkovský štít
Slavkovský štít is een granieten berg in de Hoge Tatra, in Slowakije. De bergtop (2452 m) kan via een wandelpad bereikt worden in ongeveer 4½ uur vanuit Starý Smokovec, een bekend skioord en bergdorp dat onderdeel uitmaakt van de gemeente Vysoké Tatry.
De vroegst bekende poging om deze berg te beklimmen dateert van 16 juli 1664. Juraj Buchholtz senior en enkele anderen bereikten de top op die dag.
De berg staat ook bekend onder de volgende andere namen: Sławkowski Szczyt, Schlagendorfer Spitze en Nagyszalóki-csúcs.